# Sib Hashian
Sib Hashian, pseudonimo di John Hashian (Boston, 17 agosto 1949 – Oceano Atlantico, 22 marzo 2017), è stato un batterista statunitense.
È famoso per essere stato il batterista dei Boston. Rimpiazzò Jim Masdea dopo che il gruppo ottenne il contratto con la Epic Records, per volere di quest'ultima. Successivamente lavorò con Barry Goudreau, poi si dedicò ad altri progetti al di fuori della musica.
È scomparso nel 2017 all'età di 67 anni, a causa di un malore occorsogli durante una crociera.

## Discografia

### Con i Boston
- 1976 - Boston
- 1978 - Don't Look Back

### Con Barry Goudreau
- 1980 - Barry Goudreau